# Roblox Corporation
Roblox Corperation američki je razvojni studio videoigara sa središtem u San Mateu u Californiji. Osnovana je 2004. godine, a osnivači su David Baszucki i Eric Cassel koji su razvili igricu Roblox, s njenim prvim izdanjem u 2006.
Po statistici iz prosinca 2020. godine, Roblox Corperation ima preko 830 zaposlenih ljudi. Kompanija je postala javna u ožujku 2021. preko direktnog oglasa preko New York Stock Exchange-a.